# Manuel Bustos Garrido
Manuel Bustos Garrido (Pedralba, Valencia; 4 de mayo de 1961) es un político español. Fue alcalde de Sabadell entre 1999 y 2012 por el PSC, tiempo durante el cual cometió distintos delitos de corrupción investigados dentro del marco del caso Mercurio.
Tuvo una primera condena en 2015 de 1 año y 4 meses por un nombramiento sin concurso (pieza 5), una segunda condena en 2018 de 3 años por tráfico de influencias al quitar dos multas de tráfico a familiares (pieza 30), y una tercera condena en 2022 como responsable a título lucrativo (pieza 25bis). Su ingreso en prisión tuvo lugar el 12 de enero de 2022, después de confirmarse la segunda condena por parte del Tribunal Supremo y tras ser rechazada la revisión del ingreso por parte de la Audiencia de Barcelona.

## Trayectoria política
Fue miembro del Parlamento de Cataluña y en 1999 fue elegido alcalde de Sabadell al obtener el PSC la mayoría relativa de concejales, formando gobierno en coalición con Iniciativa per Catalunya Verds. En 2003 volvió a ganar las elecciones municipales, pero en esta ocasión con mayoría absoluta, formando un gobierno de coalición con las fuerzas de la izquierda del consistorio. Tras las elecciones municipales de 2007 fue reelegido alcalde, aunque el PSC perdió la mayoría absoluta. En diciembre de 2012 abandonó el cargo por ser uno de los imputados y sentenciados a raíz de la Operación anticorrupción Mercurio. El 7 de julio de 2014 anunció que abandonaba la política.

### Juicios por corrupción
Manuel Bustos fue juzgado por los tribunales por diversos casos de corrupción y tráfico de influencias destapados a raíz de un caso de corrupción urbanística. Esta investigación inicial fue la causa del conocido como Caso Mercurio, que ha acabado siendo una causa anticorrupción con 38 piezas separadas juzgadas en los Juzgados de Sabadell, la Audiencia de Barcelona, el Tribunal Superior de Justicia de Cataluña y el Tribunal Supremo.
En 2021, tras nueve años de juicios, el Tribunal Supremo ratificó la condena de 3 años por tráfico de influencias al pactar con el jefe de la policía local de Sabadell la retirada de multas de tráfico a familiares. La defensa de Bustos intentó evitar la entrada en prisión del exalcalde; pero la Audiencia de Barcelona rechazó la suspensión de la pena a finales del año.
Entre las imputaciones que pesan sobre él, se encuentran una serie de conductas irregulares: mordidas, tráfico de influencias, falsedad documental, malversación, prevaricación, por las que también fueron imputados su hermano Paco Bustos; su mujer, colocada como asesora de la alcaldía; su tío Melquiades Garrido, presidente del gremio de constructores de Sabadell, al que Manuel bustos nombró presidente de Vimusa, la empresa municipal de Vivienda; y el concejal del Partido Popular, Jordi Soriano, entre otros.